# توم نيفين
توم نيفين (بالإنجليزية: Tom Nevin)‏ هو لاعب دوري الرغبي أسترالي، ولد في 1916، وتوفي في 1972 في Penshurst, New South Wales ‏ في أستراليا.